# Padrão

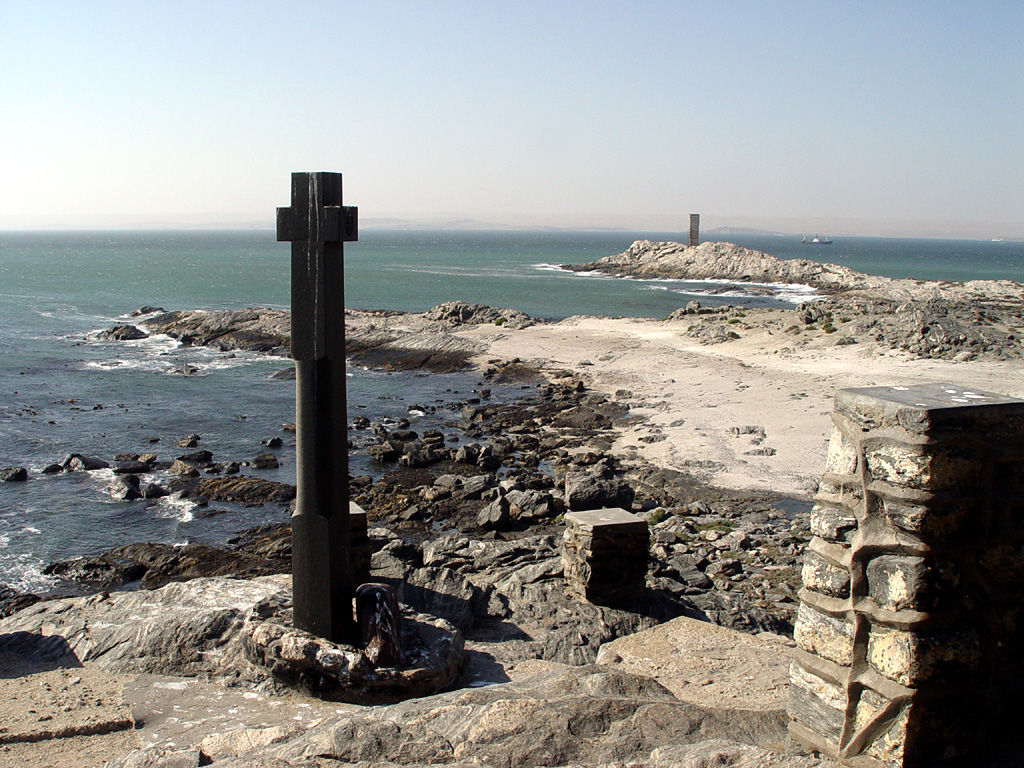
Replikan vid Diaz Cross

En padrão är ett minnesmärke i form av en stor stenpelare som restes av portugisiska upptäcktsresande under upptäcktsresornas epok. Stenpelarna hade på toppen en symbol för portugisisk överhöghet på toppen, till exempel ett kors kombinerat med Portugals vapen. Betydande upptäcktsresande som uppfört flera padrãoer är Diogo Cão, Bartolomeu Dias och Vasco da Gama.
Vid Diaz Cross vid kusten i Östra Kapprovinsen i Sydafrika finns det en kopia av en padrão. Det är platsen för Dias mest östliga landkänning efter att som den första europeiska navigatorn ha rundat Godahoppsudden. Den ursprungliga padrãon upptäcktes av Arthur Axelson på 1930-talet - den hade ramlat ner till foten av berget och slagits i spillror. Axelson återhämtade dessa bitar och kunde rekonstruera padrãon, som nu står i biblioteket vid University of the Witwatersrand i Johannesburg.
Indonesiens nationalmuseum har en padrão som restes av Henrique Leme 1522 i Sunda Kalapa-hamnen (i det nuvarande sub-distriktet Tugu i Jakarta).